# Amalienborg 1940
Amalienborg 1940 er en dansk dokumentarfilm fra 1940 instrueret af Kaj Holbech.